# Yvonne Sherman
Yvonne Sherman (Colorado Springs, 3 maggio 1930 – 2 febbraio 2005) è stata una pattinatrice artistica su ghiaccio statunitense.

## Palmarès

### Individuale femminile
| Evento                            | 1947 | 1948 | 1949 | 1950 |
| --------------------------------- | ---- | ---- | ---- | ---- |
| Giochi olimpici invernali         |      | 6°   |      |      |
| Campionati mondiali               |      | 6°   | 2°   | 3°   |
| North American Championships      | 3°   |      | 1°   |      |
| Campionati nazionali statunitensi |      | 2°   | 1°   | 1°   |

### Coppie
(con Robert Swenning)
| Evento                            | 1947 | 1948 |
| --------------------------------- | ---- | ---- |
| Giochi olimpici invernali         |      | 4°   |
| Campionati mondiali               |      | 5°   |
| North American Championships      | 2°   |      |
| Campionati nazionali statunitensi | 1°   | 2°   |